# Wojciech Kasperowicz
Wojciech Kasperowicz (ur. 17 marca 1841 w Borowie, zm. 27 marca 1899 w Paryżu) – polski rzeźbiarz.

## Życiorys
Urodził się w chłopskiej rodzinie, jako Wojciech Kasprzak, syn Jana i Franciszki z Rayczyków. Wychował się w Wyszynie. Tam jego talent zauważył hrabia Mikołaj Napoleon Gurowski herbu Wczele, który postanowił  sfinansować naukę chłopca w Warszawie. Dla zamaskowania chłopskiego pochodzenia dokonano zmiany nazwiska na Kasperowicz.
W Warszawie, Wojciech Kasperowicz, szkolił się pod okiem mistrzów – Wojciecha Święckiego i Władysława Oleszczyńskiego. Tworzył patriotyczne statuetki i medaliony z wizerunkami wybitnych Polaków w fabryce Karola Juliusza Mintera. O nowych dziełach Kasperowicza donosiły wzmianki w Kurierze Warszawskim. Jego dzieła znajdywały się na wystawach organizowanych przez Towarzystwo Zachęty Sztuk Pięknych.
Po powstaniu styczniowym opuścił Warszawę i wyjechał do Paryża. Tam przyjął imię Albert. Ożenił się z córką polskiego emigranta – Zoe Adolphine Kozłowską.
Zmarł dnia 27 marca 1899 roku w Paryżu.